# Piricaudiopsis elegans
Piricaudiopsis elegans är en svampart som beskrevs av J. Mena & Mercado 1987. Piricaudiopsis elegans ingår i släktet Piricaudiopsis, divisionen sporsäcksvampar och riket svampar.   Inga underarter finns listade i Catalogue of Life.